# Alloasteropetes olivacea
Alloasteropetes olivacea är en fjärilsart som beskrevs av Kishida och Yoshiyuki Machijima 1994. Alloasteropetes olivacea ingår i släktet Alloasteropetes och familjen nattflyn. Inga underarter finns listade i Catalogue of Life.